# Grevillea crowleyae
Grevillea crowleyae är en tvåhjärtbladig växtart som beskrevs av P.M. Olde & N.R. Marriott. Grevillea crowleyae ingår i släktet Grevillea och familjen Proteaceae. Inga underarter finns listade i Catalogue of Life.